# Icona Pop (gruppo musicale)
Icona Pop (IPA: [aɪˈkɒnə pɒp]) è un duo di musica dance formatosi nel 2009 e composto dalle DJ svedesi Caroline Elizabeth Hjelt (8 novembre 1987) e Aino Jawo (7 luglio 1986, di madre finlandese e padre gambiano), che ha ottenuto grande successo internazionale con il brano I Love It.

## Storia

### 2009-2012: gli inizi
Seppur abbiano frequentato la stessa scuola di musica a Stoccolma, le due ragazze si incontrano ad una festa nel febbraio del 2009 e decidono di formare un duo. Quattro settimane dopo scrivono il loro primo brano da utilizzare nella loro performance di debutto. In quell'anno firmano un contratto discografico con l'etichetta TEN Music Group e due anni più tardi, il duo descrive la propria musica come caratterizzata da «classiche melodie pop con bassi e sintetizzatori killer».
La stampa, tra cui NME, Rolling Stone e Pitchfork, inizia ad interessarsi al progetto. Il The Guardian, ad esempio, definisce il primo singolo delle Icona Pop Manners come «maledettamente cool».
Il duo entra in studio con produttori quali Style of Eye, Patrick Berger, Elof Loelv e Starsmith per la realizzazione del loro EP per il mercato americano dal titolo di Iconic e per l'album eponimo di debutto per quello svedese. Dall'estate del 2012, iniziano un'intensa attività dal vivo, prendendo parte a diversi festival di musica elettronica tra cui quello di Göteborg; suonano anche nell'Olympiastadion, di Stoccolma per conto di Sveriges Television.
Ricevono una prima visibilità internazionale con il sovracitato brano Manners, estratto dall'EP Nights like This e distribuito dalla Mercury Records.

### 2012-2013:I Love Ite il successo
Nel 2012 pubblicano I Love It, singolo di lancio dall'album eponimo, che diventa in breve tempo un fenomeno virale, entrando immediatamente nella classifica dei singoli più venduti in Svezia, al settimo posto della celebre Billboard Hot 100 statunitense e al secondo della rispettiva graduatoria riservata al genere dance ed elettronico. Nello stesso anno la canzone viene inserita anche nel videogioco Need for Speed: Most Wanted, nello spot tedesco della Coca-Cola Light nel gennaio 2013 e in seguito in numerosi reality show e serie televisive americane tra cui Snooki & JWoww, Girls, The Vampire Diaries e Glee. L'EP Iconic raggiunge poi il ventunesimo posto della classifica dance americana di iTunes.
Nel 2013 il duo intraprende un tour negli Stati Uniti insieme ai Passion Pit e Matt & Kim. In quell'anno viene estratto il secondo singolo Girlfriend, pubblicato il 4 giugno, e a luglio il gruppo ottiene due premi ai Teen Choice Awardss nelle categorie "Choice Music Breakout Group" e "Choice Single: Group". Il 28 dello stesso mese esce il terzo singolo ufficiale estratto, All Night, che ottiene un successo moderato nelle classifiche europee.

### 2014-2018: nuovi progetti e varie collaborazioni

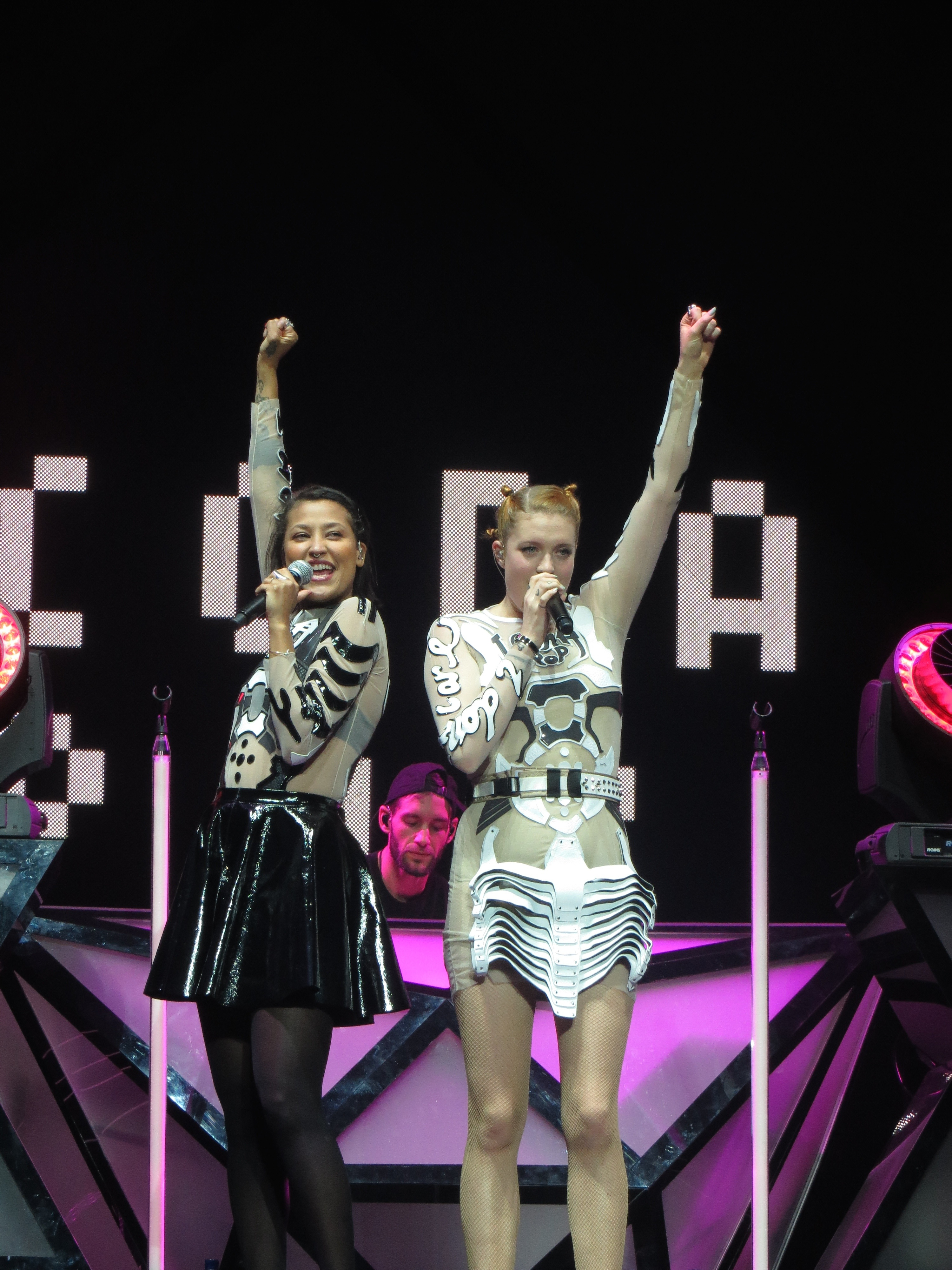
Le Icona Pop nel maggio 2014 durante la data di Glasgow del Prismatic World Tour di Katy Perry.

Il 23 giugno 2014 il duo pubblica un nuovo singolo chiamato Get Lost, che guadagna minor attenzione internazionale. Nello stesso periodo, le cantanti si esibiscono come artiste ospiti durante le turnée di Katy Perry e Miley Cyrus. Collaborano inoltre con Tiësto per la canzone Let's Go e con i Cobra Starship per il singolo Never Been in Love, che diventa una hit di successo in Italia.
Il 26 maggio 2015 il gruppo pubblica poi il singolo Emergency, una collaborazione con Erik Hassle. La canzone raggiunge il picco poche settimane dopo nella Billboard Dance Chart, diventando il loro secondo singolo in cima a quella classifica dopo All Night. Il brano viene anche inserito nel videogioco FIFA 16. A luglio esce l'EP Emergency, che include l'acclamata dalla critica First Time e il noto brano Clap Snap. Lo stesso anno il duo viene annunciato come artista d'apertura per la tappa nordamericana del On the Road Again Tour degli One Direction. Sempre nel 2015, la loro canzone We Got The World viene inserita nel film Pitch Perfect 2.
Tra il 2016 e il 2017, il gruppo lancia svariati singoli: il 23 febbraio 2016, viene presentato il brano inedito Someone Who Can Dance ai Grammis di Stoccolma, mentre il 20 ottobre segue la pubblicazione del nuovo singolo Brightside. L'anno successivo, a giugno, le Icona Pop pubblicano un nuovo singolo Girls Girls, co-scritto da Tove Lo. In ottobre viene lanciata una canzone con il duo australiano Peking Duk dal titolo Let You Down. A fine dicembre 2017, il duo pubblica l'EP Så mycket bättre 2017 - Tolkningarna, che include 7 cover.
All'inizio di marzo 2018, le cantanti collaborano con Avon nel video musicale della hit All My Girls. In aprile il duo viene inserito nella canzone Faded Away di Sweater Beats. Il mese seguente, le Icona Pop rivelano sulle proprie pagine social di essere al lavoro per il terzo album in studio.

### 2019-presente: il passaggio alla Ultra Music eClub Romantech
Nel 2019, il duo svedese firma per la Ultra Music. In quell'anno (così come nel precedente) avviene la pubblicazione di alcuni featuring, tra cui il brano This Is How We Party in collaborazione con R3hab. A giugno, il duo si esibisce al St. Louis Pridefest, mentre il 26 luglio avviene il lancio del primo singolo estratto dal nuovo album inedito, Next Mistake.
Nel 2020 le cantanti pubblicano ulteriori singoli, alcuni dei quali rappresentano anche collaborazioni, che includono i Sofi Tukker e Steve Aoki. L'anno dopo vi è la collaborazione con il gruppo tedesco Vize nel brano Off of My Mind. Collaborano poi con Ultra Naté per realizzare un rifacimento del brano house anni novanta Free, che esce nel giugno 2022.
Dieci anni dopo l'ultimo lavoro in studio, nel giugno 2023 il duo annuncia la pubblicazione del terzo LP, dal titolo Club Romantech, che esce il 1º settembre seguente con al suo interno molti dei singoli pubblicati a partire dal 2020.

## Stile musicale
Le due componenti, cresciute a Stoccolma, ma residenti tra Los Angeles e New York, agli esordi della loro carriera, hanno dichiarato di voler creare musica «con la quale poter ridere e piangere allo stesso tempo».
Le loro influenze musicali spaziano dall'electro house al punk fino all'indie pop.

## Formazione
- Caroline Hjelt – voce (2009-presente)
- Aino Jawo – voce (2009-presente)

## Discografia

### Album studio
- 2012 – Icona Pop
- 2013 – This Is... Icona Pop
- 2023 – Club Romantech

### EP
- 2011 – Nights like This
- 2012 – Iconic
- 2013 – iTunes Festival: London 2013
- 2015 – Emergency
- 2017 – Så mycket bättre 2017 – Tolkningarna

### Singoli
- 2011 – Manners
- 2012 – I Love It (con Charli XCX)
- 2012 – We Got the World
- 2013 – Girlfriend
- 2013 – All Night
- 2014 – Just Another Night
- 2014 – Get Lost
- 2015 – Emergency
- 2016 – Someone Who Can Dance
- 2016 – Brightside
- 2017 – Girls Girls
- 2017 – Det måste gå
- 2017 – They're Building Walls Around Us
- 2017 – Not Too Young
- 2017 – Heart in the Air
- 2018 – Rhythm in My Blood
- 2019 – Next Mistake
- 2020 – Right Time (con Hayden James)
- 2020 – Feels in My Body
- 2020 – Spa (con i Sofi Tukker)
- 2021 – Off of My Mind (con i Vize)
- 2022 – You're Free (Icona Pop x Ultra Naté)
- 2023 – I Want You (con i Galantis)
- 2023 – Faster
- 2023 – Shit We Do for Love (con Yaeger)
- 2023 – Where Do We Go from Here
- 2023 – Desire (con Joel Corry e Rain Radio)
- 2023 – Fall in Love
- 2024 – Body Type (con Badger)

### Collaborazioni
- 2011 – Mind Your Manners (Chiddy Bang feat. Icona Pop)
- 2014 – Let's Go (Tiësto feat. Icona Pop)
- 2014 – Never Been in Love (Cobra Starship feat. Icona Pop)
- 2015 – Ride (Lowell feat. Icona Pop)
- 2016 – Weekend (Louis the Child feat. Icona Pop)
- 2016 – Windows (Felix Snow feat. Icona Pop)
- 2017 – Let You Down (Peking Duk feat. Icona Pop)
- 2018 – Faded Away (Sweater Beats feat. Icona Pop)
- 2018 – Bitches (Tove Lo feat. Charli XCX, Icona Pop, Elliphant, e Alma)
- 2018 – You Don't Know About Me (The ACLU Remix) (Ella Vos, Icona Pop e Vérité feat. Mija)
- 2018 – X's (Grx e CMC$ feat. Icona Pop)
- 2019 – Sink Deeper (MOTi feat. Icona Pop)
- 2019 – We Got That Cool (Yves V e Afrojack feat. Icona Pop)
- 2019 – Freak on Me (Ricky Retro feat. Icona Pop)
- 2019 – Louder (Big Freedia feat. Icona Pop)
- 2020 – I Love My Friends (Steve Aoki feat. Icona Pop)
- 2022 – Playback (Cheat Codes feat. Icona Pop)

## Tour
Come artiste d'apertura
- 2013 – The Lonely Hearts Club Tour di Marina and The Diamonds (Nord America)
- 2014 – Bangerz Tour di Miley Cyrus (Nord America ed Europa)
- 2014 – Prismatic World Tour di Katy Perry (Regno Unito)
- 2015 – On the Road Again Tour degli One Direction (Nord America)
- 2015 – Honda Civic Tour (Nord America)